# Toda, Saitama
Toda (japanska: 戸田市?, Toda-shi) är en stad i Saitama prefektur i Japan. Staden fick stadsrättigheter 1966.